# ميس قلبي الأوراق
ميس قلبي الأوراق (الاسم العلمي: Celtis cordifolia) هو نوع نباتي يتبع جنس الميس من فصيلة القنبية.